# Éolienne Bollée de Quarante
L’éolienne Bollée de Quarante est une éolienne Bollée fabriquée par Auguste Bollée en 1898 et située sur le territoire de la commune de Quarante, dans l'ouest du département de l'Hérault, arrondissement de Béziers (France).
Elle est inscrite à l'inventaire supplémentaire des Monuments historiques français depuis 1987.

## Historique
- 1887 - La famille d'Andoque, de Cruzy, fait construire un château sur le domaine de Roueïre, sur le territoire de la commune de Quarante. L'architecture du château s'inspire des manoirs anglais, mêlant cependant de nombreux styles architecturaux. Il est l'œuvre de Louis Garros, architecte de Bordeaux. Le domaine nécessite d'importants besoins en eau. Il est donc prévu d'édifier une éolienne à proximité du bâtiment du domaine et on fait donc appel à un constructeur originaire du Mans : Auguste Bollée.

- 1898 - Érection de l'éolienne. L'ensemble des pièces (roues, turbines, tubes en fonte, haubans en acier, etc.) composant l'éolienne a été fabriqué au Mans puis transporté sur place, au domaine de Roueïre. Jouxtant l'éolienne, un petit bâtiment abritant la pompe proprement dite, actionnée par l'énergie éolienne, est construit.

- 1972 - Arrêt de l'utilisation de l'éolienne Bollée de Quarante, faute d'entretien.

- 1987 - L'éolienne Bollée de Quarante est inscrite à l'inventaire supplémentaire des Monuments historiques[1].

## Fonctionnement et description de l'éolienne

### La turbine
La turbine est constituée de deux rangs d'aubages de cinq mètres de diamètre, un stator et un rotor, équipés de pales courbes en tôle. Le stator, fixe, a pour fonction d'accélérer le flux d'air et de lui imprimer une pré-rotation afin d'alimenter les pales du rotor sous un angle plus favorable. L'énergie ainsi récupérée par le rotor est plus forte qu'avec un rotor seul. En outre, le flux est mieux canalisé et ressort du système dans l'axe au lieu d'être centrifugé et mis en rotation comme dans un moulin classique. Le fait remarquable est que ce dispositif, breveté en 1868, préfigure exactement un étage de turbine tel qu'utilisé dans les turboréacteurs, par exemple.
Une roue fixe, le « stator », s'oriente librement face au vent et transmet l'énergie de celui-ci à la roue placée en arrière, mobile, appelée « rotor ». Ce système est plus complexe que celui d'une éolienne ordinaire.
La hauteur maximale de l'éolienne de Quarante, au sommet du pignon surmontant les roues, est de 23 mètres.
Ce pignon est constitué d'un motif ouvragé, ajouré, coiffé d'une girouette.

### La colonne
La colonne centrale de l'édifice est constituée d'un long tube en fonte. Le tube est fixé au sol par un socle en maçonnerie de forme circulaire, comprenant six marches.
La roue libre, le « rotor », transmet son mouvement à un arbre de transmission placé à l'intérieur de la colonne en fonte. Le mouvement ainsi créé par l'énergie éolienne est ensuite transmis à un mécanisme abrité dans une petite construction située à côté de l'éolienne, construction originale protégée par une toiture à quatre versants couvert de tuiles vernissées.
À l'intérieur de cet édifice, une pompe, mue par l'énergie éolienne, permet ensuite de puiser de l'eau dans le sous-sol, pour alimenter le château de Roueïre et les cultures environnantes (vignes, oliviers).

### La plate-forme
Sous les roues, en haut de la colonne, l'ingénieur Bollée a aménagé une plate-forme qui permet aux techniciens de procéder à un contrôle des installations, de graisser les rouages de la machine, de veiller à l'entretien des pales qui sont abîmées.
La plate-forme est cernée par un garde-corps circulaire sur lequel les quatre points cardinaux sont indiqués par des lettres (les initiales) en fonte.

### L'escalier
Autour de la colonne, un escalier en colimaçon a été aménagé pour accéder à la plate-forme. Il accomplit six fois le tour de la colonne en fonte. L'escalier doit sa légèreté à l'absence de contre-marche et à son étroitesse.

### Les haubans
La construction est soutenue par un ensemble de haubans (au nombre de huit) ; ces haubans sont de longs câbles en acier, solidement ancrés au sol, fixés tout autour de l'éolienne de Bollée, dans de gros blocs de béton enterrés.

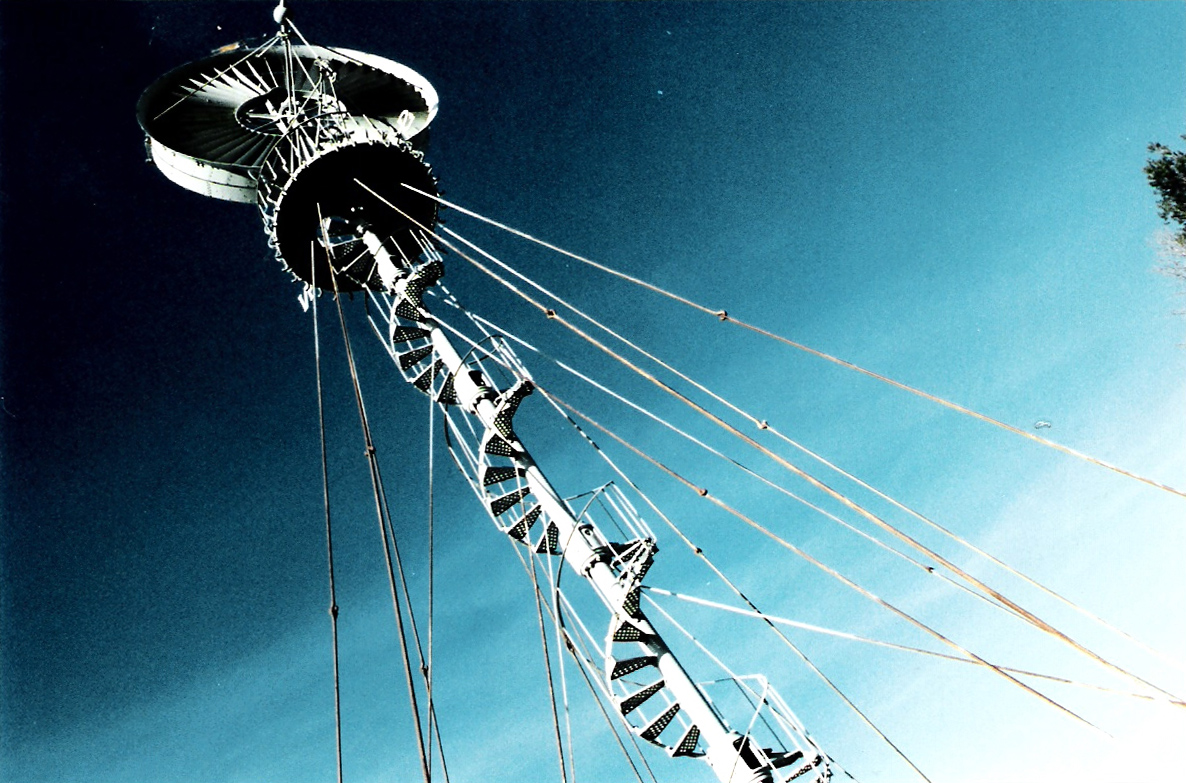
Colonne et haubans.
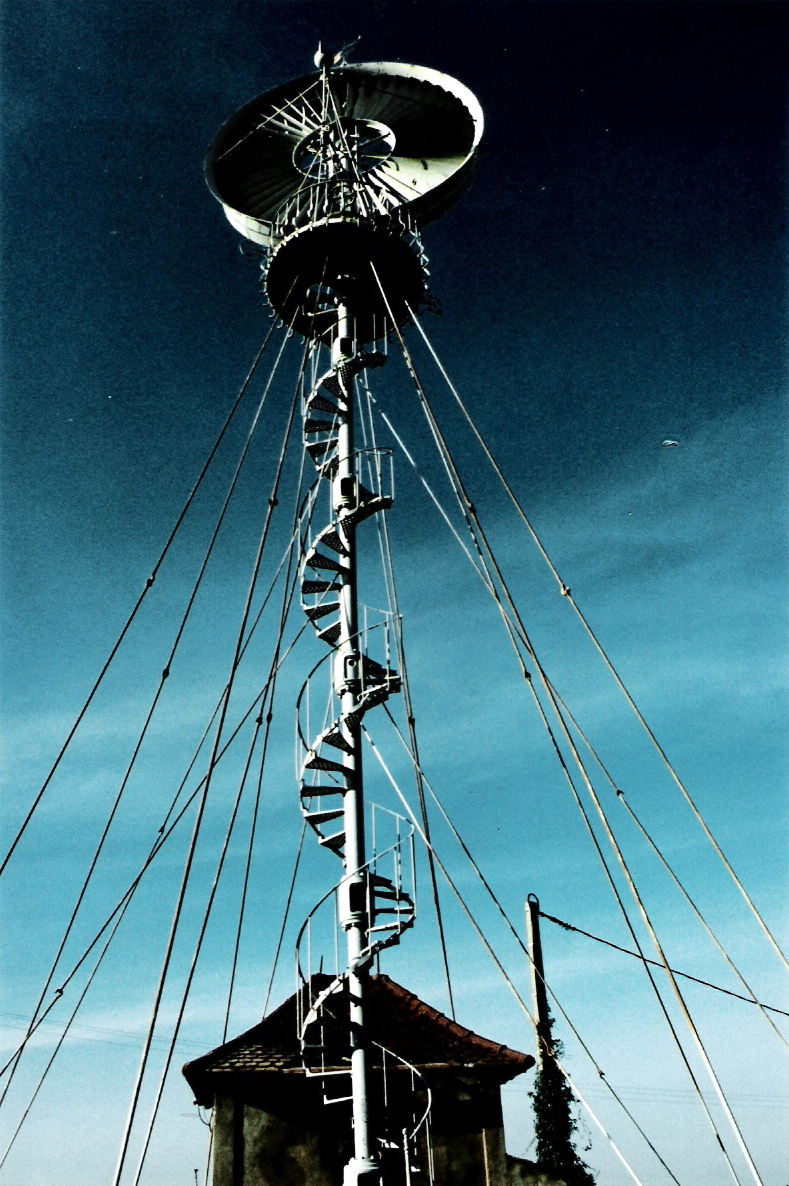
Escalier, haubans et colonne.
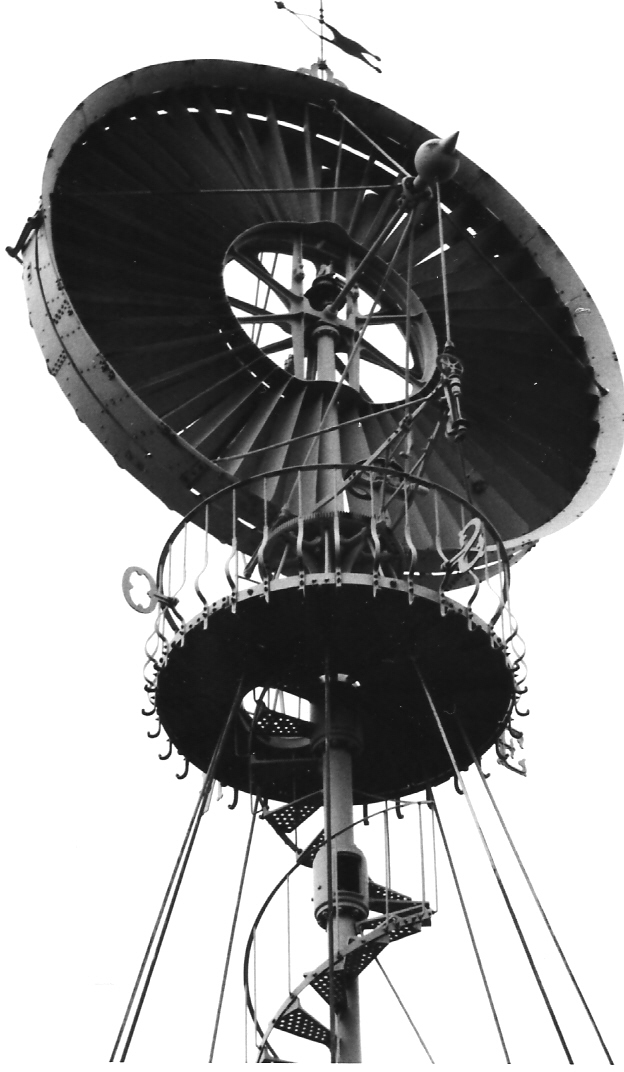
Turbine et plate-forme.